# Dang Ye-seo
Dang Ye-seo (n. 27 aprilie 1981, Changchun, Republica Populară Chineză) este o jucătoare de tenis de masă ce a reprezentat Coreea de Sud, medaliată olimpică. A participat la 2 ediții ale Jocurilor Olimpice (2008, 2012) în care a câștigat o medalie de bronz.